# Ludwig Bellermann
Ludwig Ernst Joachim Bellermann (* 7. November 1836 in Berlin; † 8. Februar 1915 in Berlin) war ein deutscher Philologe, Germanist und Pädagoge. Er war Direktor des Berlinischen Gymnasiums zum Grauen Kloster.

## Leben
Ludwig Bellermann entstammt einer Berliner Familie mit langer Pädagogentradition. Bereits sein Vater, Johann Friedrich Bellermann, war Direktor des Berlinischen Gymnasiums zum Grauen Kloster, ebenso sein Großvater Johann Joachim Bellermann. Sein Bruder Heinrich war dort später Gesangslehrer.
Ludwig war ab 1846 Schüler am Gymnasium des Vaters. Er studierte ab 1855 Philologie an der Universität Heidelberg und promovierte 1861 in Halle/Saale zum Doktor der Philosophie. Während seines Studiums wurde er Mitglied der Burschenschaft Allemannia Heidelberg.
Sein beruflicher Werdegang nahm 1860 als Mitglied des in Berlin vom Philologen August Boeckh geleiteten Königlichen Seminars für gelehrte Schulen seinen Anfang. In den Jahren 1863 bis 1877 arbeitete er als Lehrer für Deutsch und Griechisch am Berlinischen Gymnasium. Das Berliner Tageblatt vermeldete 1877, Julius Schubring, Oberlehrer am Königlichen Wilhelms-Gymnasium in Berlin, stehe zur Wahl für die Stelle eines Direktors am neu gegründeten Königstädtischen Gymnasium. Bellermann, Oberlehrer am Gymnasium zum Grauen Kloster, wurde jedoch anstatt seiner gewählt und unterrichtete dort Deutsch, Griechisch und Latein. Als Direktor und Lehrer kehrte er 1893 an das Gymnasium seiner Kinder- und Jugendzeit zurück. Erst 1911 trat er, fünfundsiebzigjährig, in den Ruhestand.
In seiner wissenschaftlichen Arbeit befasste er sich intensiv mit Sophokles und Friedrich Schiller, die er mit seinen kommentierten Editionen für den Schulgebrauch erschloss. Bedeutend war sein Beitrag als Herausgeber von Schillers Werken in der Buchreihe Meyers Klassiker-Ausgaben in vierzehn Bänden (1895 bis 1897).
Bellermann war Gründungsmitglied und später Vorsitzender der Gesellschaft für Deutsche Literatur, Mitglied der Vereinigung zur Lektüre griechischer Autoren, Mitglied des Philologenvereins in Berlin sowie Mitglied der Berliner Gymnasiallehrergesellschaft.
Für seine Verdienste wurde ihm 1906 der Titel „Geheimer Regierungsrat“ verliehen. Die Berliner Universität ehrte ihn 1894 mit der Verleihung der Ehrendoktorwürde.

## Werke

### Eigene Schriften
- Inwiefern fördert der altsprachliche Unterricht ein tieferes Verständnis der modernen Literatur? Vortrag gehalten in der 15. Jahresversammlung des Deutschen Gymnasialvereins am 6. Juni 1906, Dürr, Leipzig 1906.
- Beiträge zur Erklärung und Kritik des Sophokles. In: Festschrift zur 3. Säcularfeier des Berlinischen Gymnasiums zum grauen Kloster, Berlin 1874. S. 163–200.
- Schillers Dramen. Beiträge zu ihrem Verständnis. 2 Bände, Weidmannsche Buchhandlung, Berlin 1888.
- Schiller [Biographie], Verlag von E.A. Seemann und Gesellschaft für graph. Industrie, Leipzig Berlin Wien 1901.
- Zur Erinnerung an Erich Schmidt, Gedenkworte von Ludwig Bellermann in der Sitzung der Gesellschaft für Deutsche Literatur am 21. Mai 1913. Mit einem Gedicht von Daniel Jacoby, Gesellschaft für Deutsche Literatur, Berlin 1913.

### Editionen
- Sophokles: Aias. Für den Schulgebrauch erklärt von Gustav Wolff. Dritte Auflage bearbeitet von Ludwig Bellermann, Leipzig: B. G. Teubner, 1874 [Fünfte Auflage: Leipzig 1899].
- Sophokles: Ödipus auf Kolonos. Für den Schulgebrauch erklärt von Ludwig Bellermann, Leipzig: Teubner, 1883.
- Sophokles: König Ödipus. Für den Schulgebrauch erklärt von Gustav Wolff. Dritte Auflage bearbeitet von Ludwig Bellermann. Teubner, Leipzig 1885.
- Aias. Tragödie des Sophokles. Übersetzt von Ludwig Bellermann. Weidmannsche Buchhandlung, Berlin 1912.
- Schillers Werke. Hrsg. von Ludwig Bellermann. Kritisch durchgesehene und erläuterte Ausgabe [„Große Ausgabe“; Vierzehn Bände], Leipzig / Wien: Bibliographisches Institut, [1895–1897].
  - Schillers Werke. Im Verein mit Robert Petsch, Albert Leitzmann und Wolfgang Stammler herausgegeben von Ludwig Bellermann. Zweite, kritisch durchgesehene und erläuterte Ausgabe [„Große Ausgabe“; Fünfzehn Bände], Leipzig / Wien: Bibliographisches Institut, [1922].
  - Schillers Werke. Nach d. v. Ludwig Bellermann besorgten Ausgabe neubearb. von Benno von Wiese. Mit Federzeichn. von Karl Wernicke [Zwölf Bände], Leipzig: Bibliogr. Inst., [(1936-)1937].
- Schillers Werke. Hrsg. von Ludwig Bellermann. Kritisch durchgesehene und erläuterte Ausgabe [„Kleine Ausgabe“; Acht Bände], Leipzig / Wien: Bibliographisches Institut, [1895/1896].

### Schulprogramme u.ä.
- Ludwig Bellermann (Hrsg.): Königstädtisches Gymnasium in Berlin. "II. Ostern 1879. Bericht über das Schuljahr Ostern 1878 bis Ostern 1879, Driesner, Berlin 1879.
- Ludwig Bellermann (Hrsg.): Königstädtisches Gymnasium in Berlin. N. O. Elisabeth-Strasse 57. IV. Ostern 1881, Bericht über das Schuljahr Ostern 1880 bis Ostern 1881. Zu der öffentlichen Prüfung ladet ehrerbietigst ein der Director, M. Driesener, Berlin 1875.
- Ludwig Bellermann (Hrsg.): Königstädtisches Gymnasium in Berlin. N. O. Elisabeth-Strasse 57. VIII. Ostern 1885. Bericht über das Schuljahr Ostern 1884 bis Ostern 1885, M. Driesner, Berlin 1885.
- Ludwig Bellermann (Hrsg.): Königstädtisches Gymnasium in Berlin. N. O. Elisabeth-Strasse 57. XI. Ostern 1888. Bericht über das Schuljahr Ostern 1887 bis Ostern 1888, M. Driesner, Berlin 1887.